# Elmira Magomedowna Kurbanowa
Elmira Magomedowna Kurbanowa (russisch Эльмира Магомедовна Курбанова; * 14. September 1971) ist eine ehemalige russische Ringerin.

## Werdegang
In den 1990er Jahren errang sie bei fünf aufeinander folgenden Weltmeisterschaften der Frauen eine Medaille. Dabei erreichte sie von 1993 bis 1995 jeweils das Finale: 1993 unterlag sie im Kampf um die Goldmedaille der Chinesin Chao-Li Wang, im Folgejahr der Kanadierin Christine Nordhagen. 1995 musste sie sich nach der Niederlage gegen Lise Golliot ebenfalls mit Silber begnügen. Insgesamt gewann sie bei den Weltmeisterschaften der Frauen 3 Silber- und 2 Bronzemedaillen.
1993 wurde Kurbanowa Europameisterin im Ringkampf.

## Erfolge

### Weltmeisterschaften
| Jahr | Austragungsort | Gewichtsklasse | Ergebnis |
| ---- | -------------- | -------------- | -------- |
| 1992 | Villeurbanne   | – 65 kg        | Bronze   |
| 1993 | Stavern        | – 65 kg        | Silber   |
| 1994 | Sofia          | – 70 kg        | Silber   |
| 1995 | Moskau         | – 70 kg        | Silber   |
| 1996 | Sofia          | – 70 kg        | Bronze   |

### Europameisterschaften
| Jahr | Austragungsort | Gewichtsklasse | Ergebnis |
| ---- | -------------- | -------------- | -------- |
| 1993 | Iwanowo        | – 65 kg        | Gold     |
| 1996 | Oslo           | – 65 kg        | Silber   |
| 1998 | Bratislava     | – 68 kg        | Bronze   |
| 1999 | Götzis         | – 75 kg        | Bronze   |